# 西尔维娅·托代斯基尼
西尔维娅·托代斯基尼（義大利語：Silvia Todeschini，1967年12月2日—），意大利前女子篮球运动员。她曾代表意大利国家队参加1992年夏季奥林匹克运动会篮球比赛，结果获得第八名。